# Sacheverell Sitwell
Sir Sacheverell Sitwell (ur. 15 listopada 1897 w Scarborough, zm. 1 października 1988 w Weston Hall k. Towcester) – angielski krytyk literacki, historyk sztuki, poeta, eseista.
Był bratem pisarzy Osberta i Edith Sitwell. Pisał prace naukowe poświęcone sztuce (np. Southern Baroque Art, 1927) i muzyce (napisał biografie Mozarta oraz Ferenca Liszta). Był też autorem awangardowych wierszy ujawniających wpływy futuryzmu, chińskiej poezji klasycznej i tendencje neoklasycystyczne (Collected Poems, 1936). Napisał także słynny tom prozy Journey of End of Time (1959), w którym przedstawił pełną rozpaczy wizję kondycji ludzkiej.